# A Fővárosi Állat- és Növénykert Xántus János háza
A Xántus János ház, korábbi nevén (Új) Madártelelő a budapesti Fővárosi Állat- és Növénykert egyik épülete.

## Története, jellemzői
Az épületet 1952-ben (más források szerint 1954–1955-ben), a Fővárosi Tervező Iroda által készített tervek alapján építették meg, hogy a háború alatt elpusztult Régi Madártelelőt pótolja. Eredetileg tehát madártelelőként szolgált (a nyaranta a külső röpdékben lévő madarakat e épületben teleltették). 1999-től itt volt a Természet ékszerei kiállítás, melynek kereteiben nemcsak madarakat, de hüllőket, és kétéltűeket is bemutattak.
A 2007-es épület felújításával együtt koncepcióváltás is történt, ugyanis itt jelenleg délkelet-ázsiai fajokat mutatnak be. A ház felújításával világosabbá váltak a belső terek, mivel nagyobb ablakfelületeket helyeztek el, s számos elkülönítő röpde is készült. E mellett a közönség ún. immerziós röpdékben, gyakorlatilag a szabadban is megfigyelheti az egzotikus madarakat, kisemlősöket (pl.: platánmókus), üveg mögül tanulmányozható a langurok élete is.
Számos különleges fajt láthatunk: fekete langurok, bali-seregélyek, szivárványos lórik, pompás koronásgalambok, borneói folyamiteknős.
Nevét az Állatkert első igazgatójáról Xántus Jánosról (igazgató 1866–1867) kapta, aki a délkelet-ázsiai fajok egyik jelentős kutatója is volt.

## Képtár

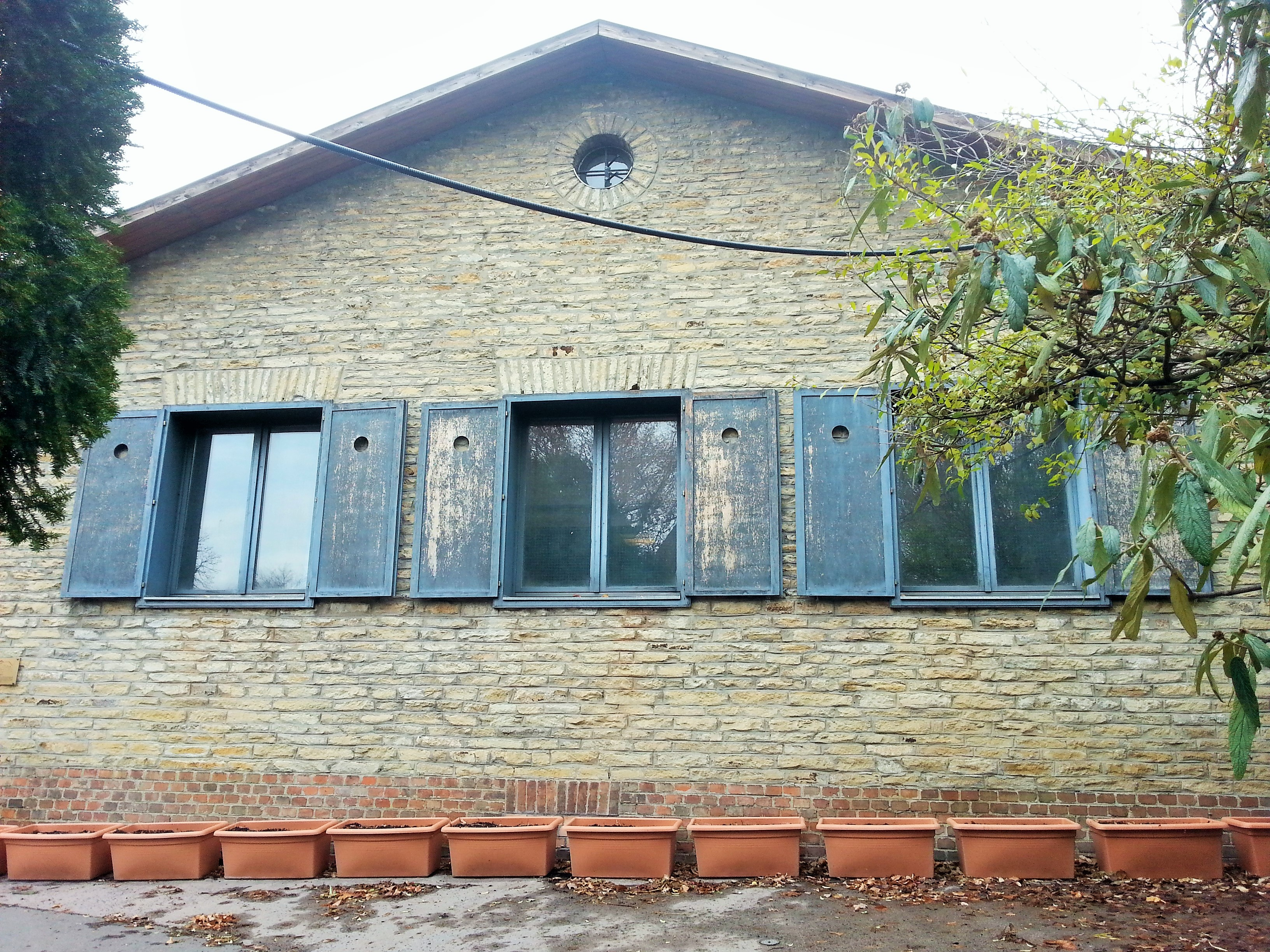
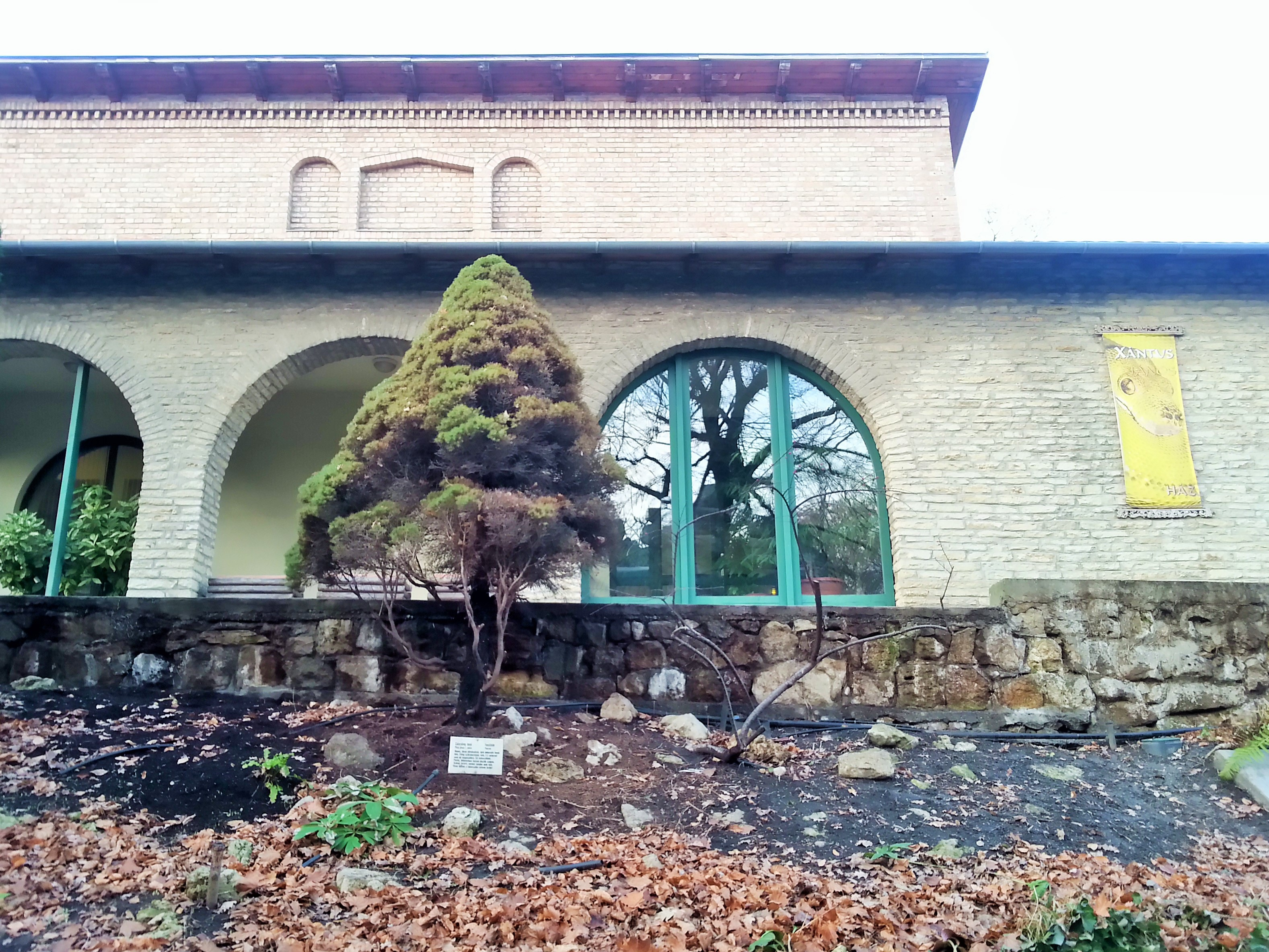
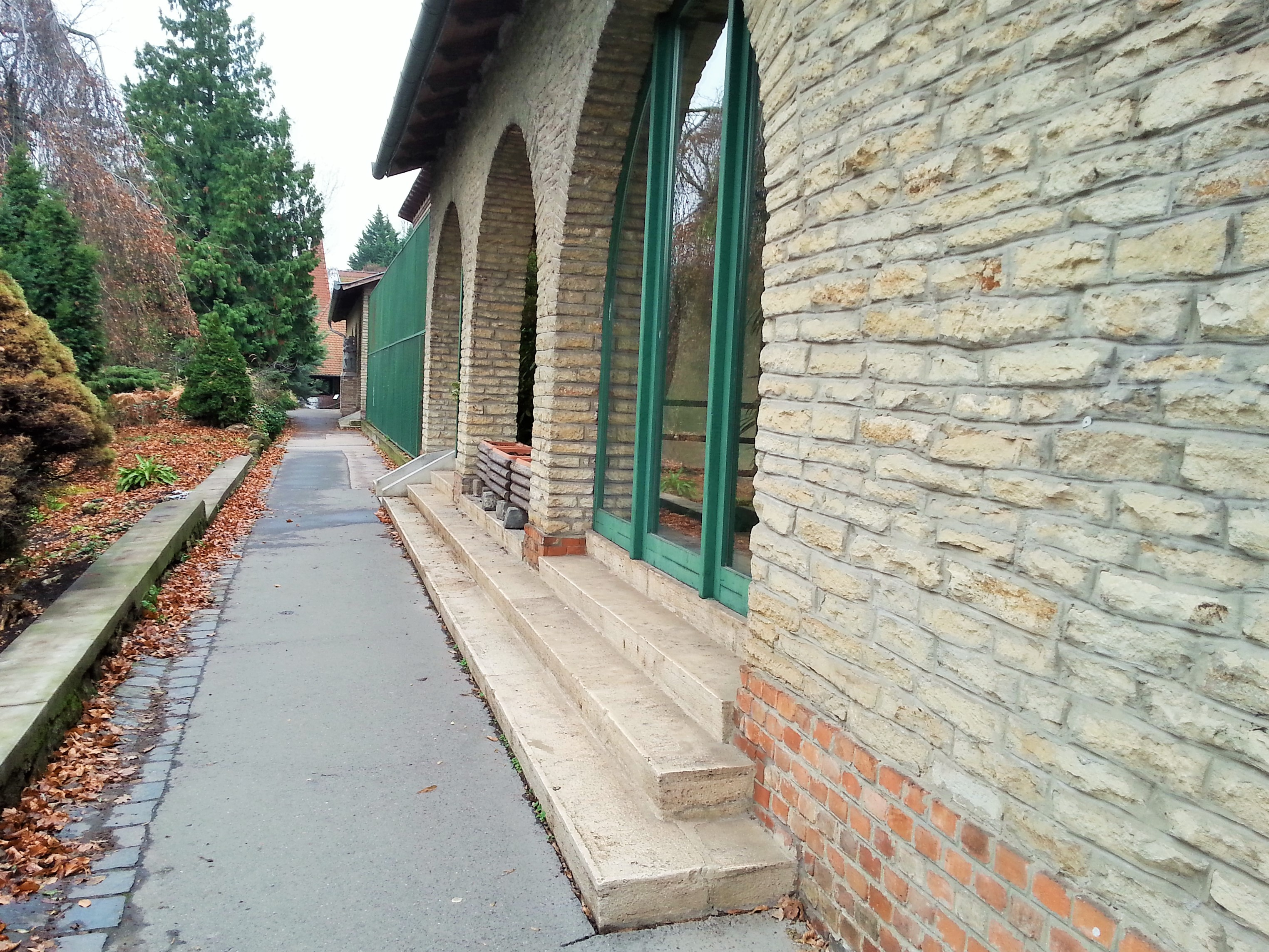
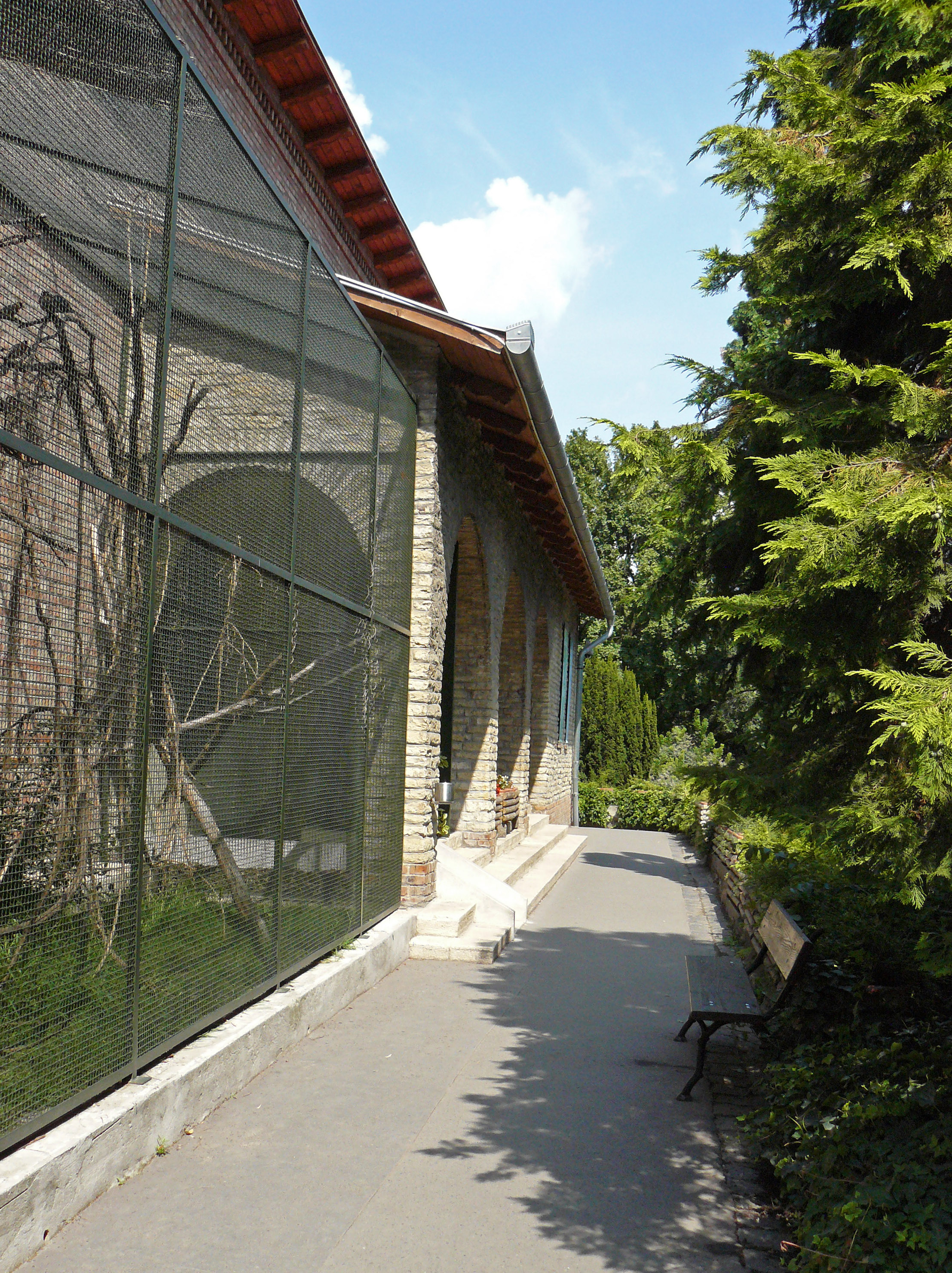
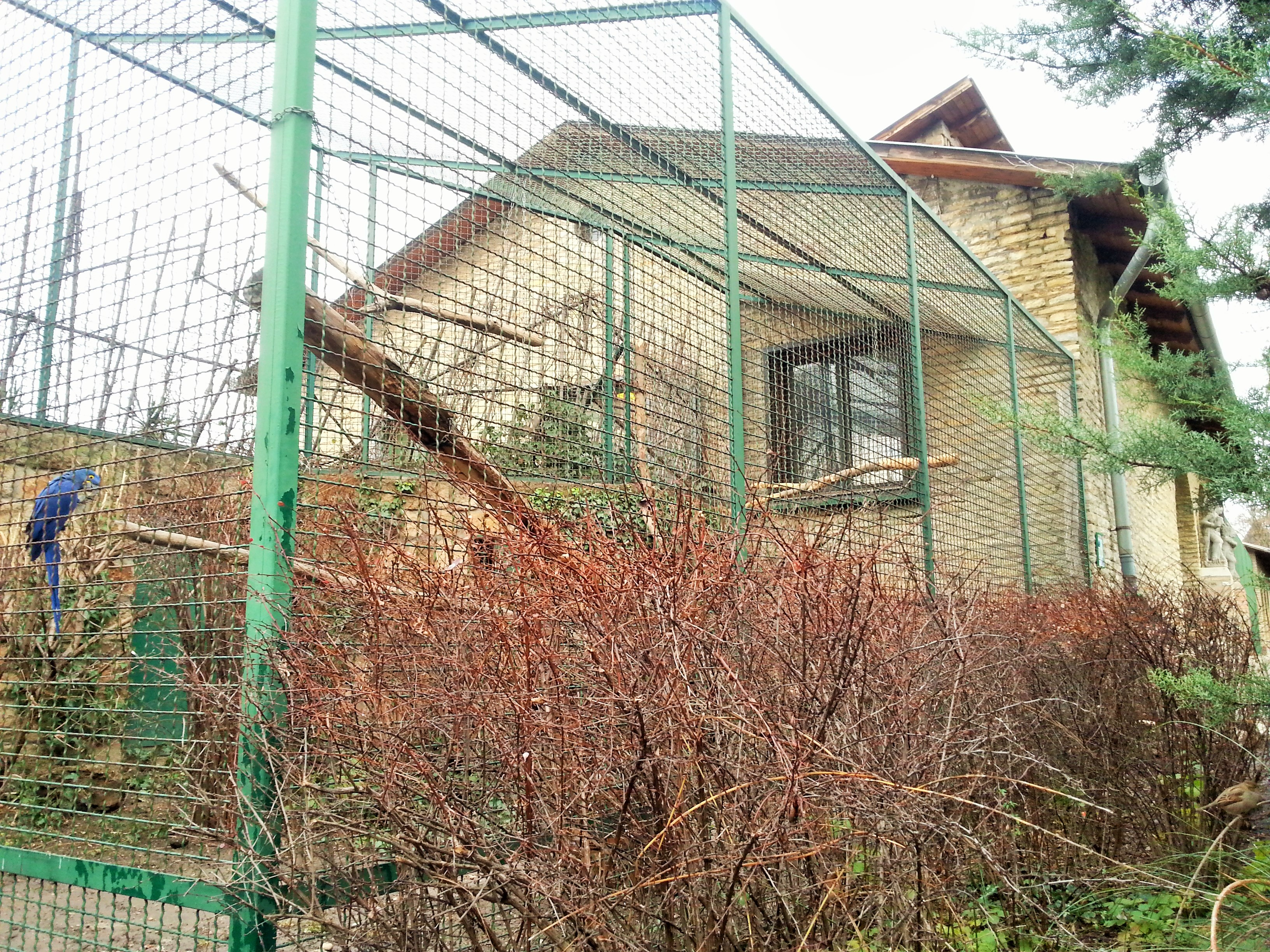
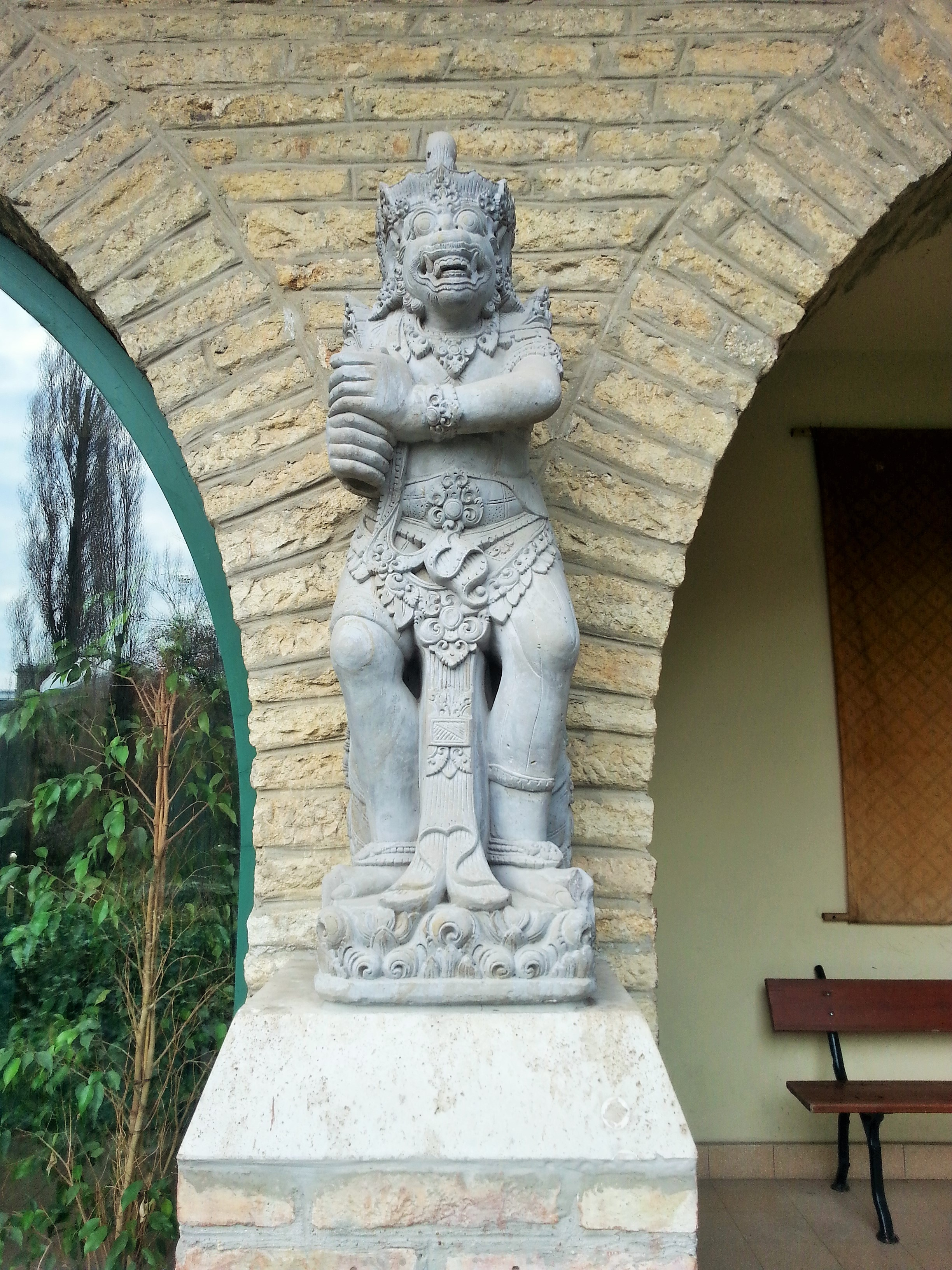
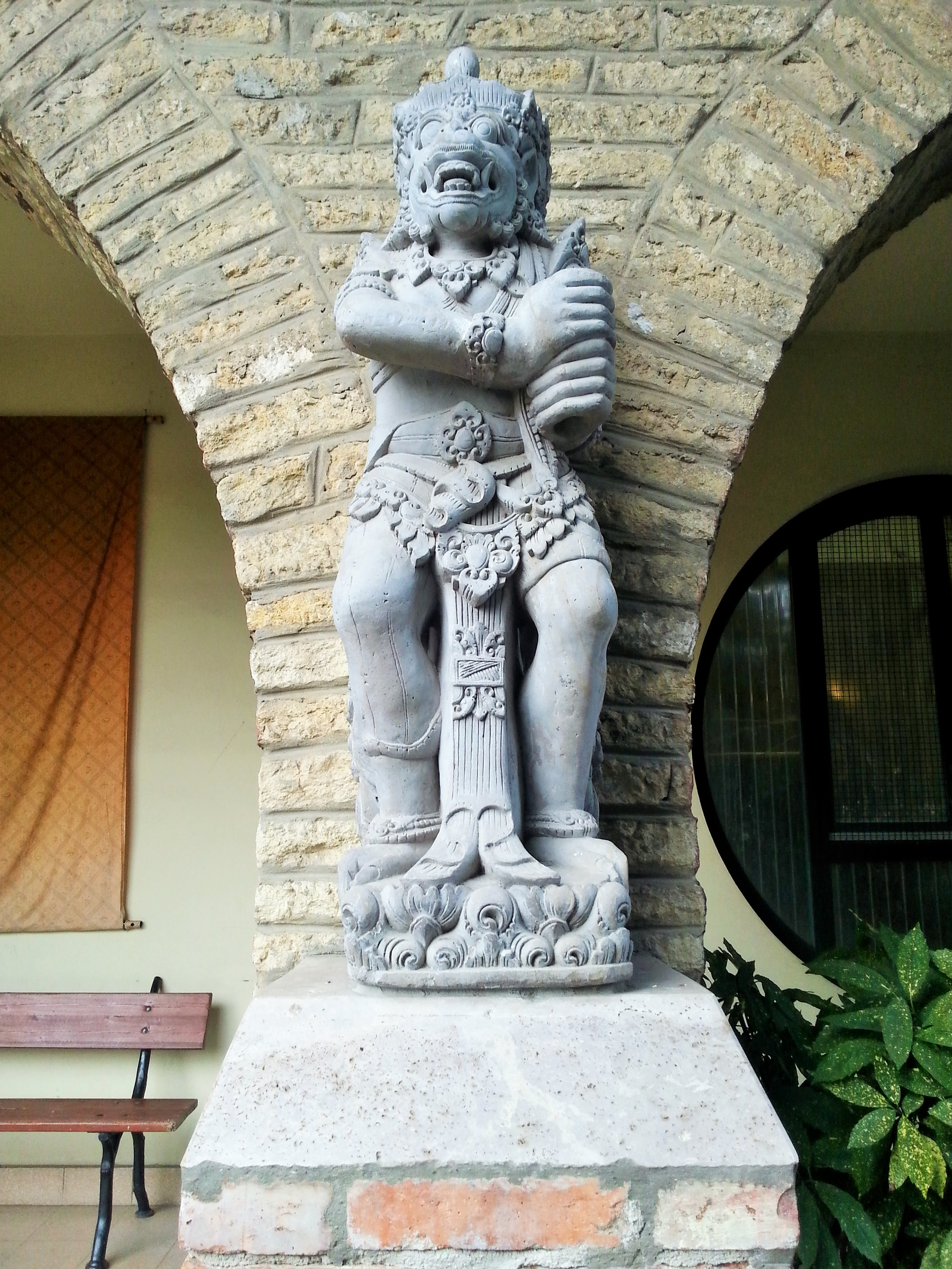
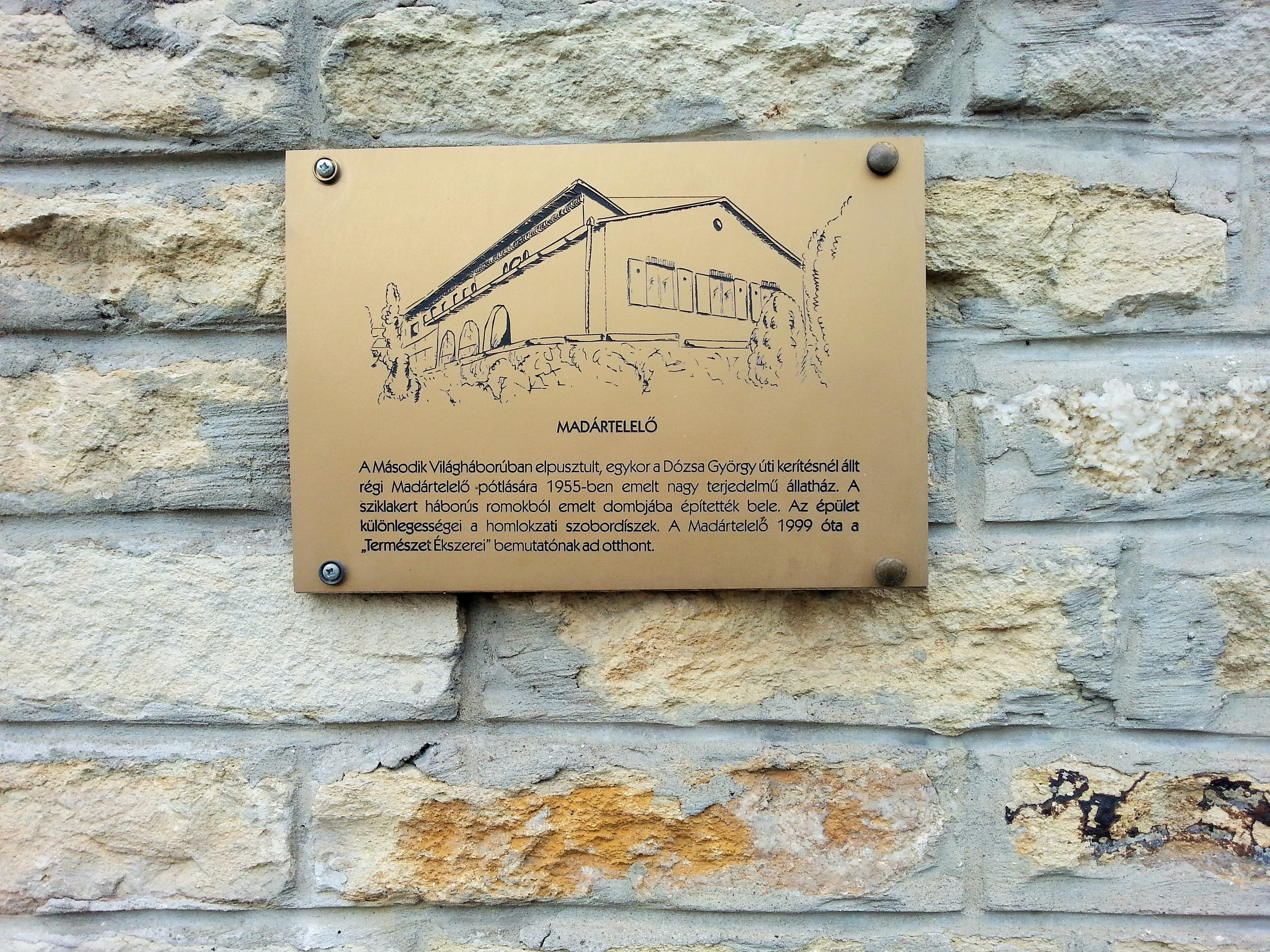
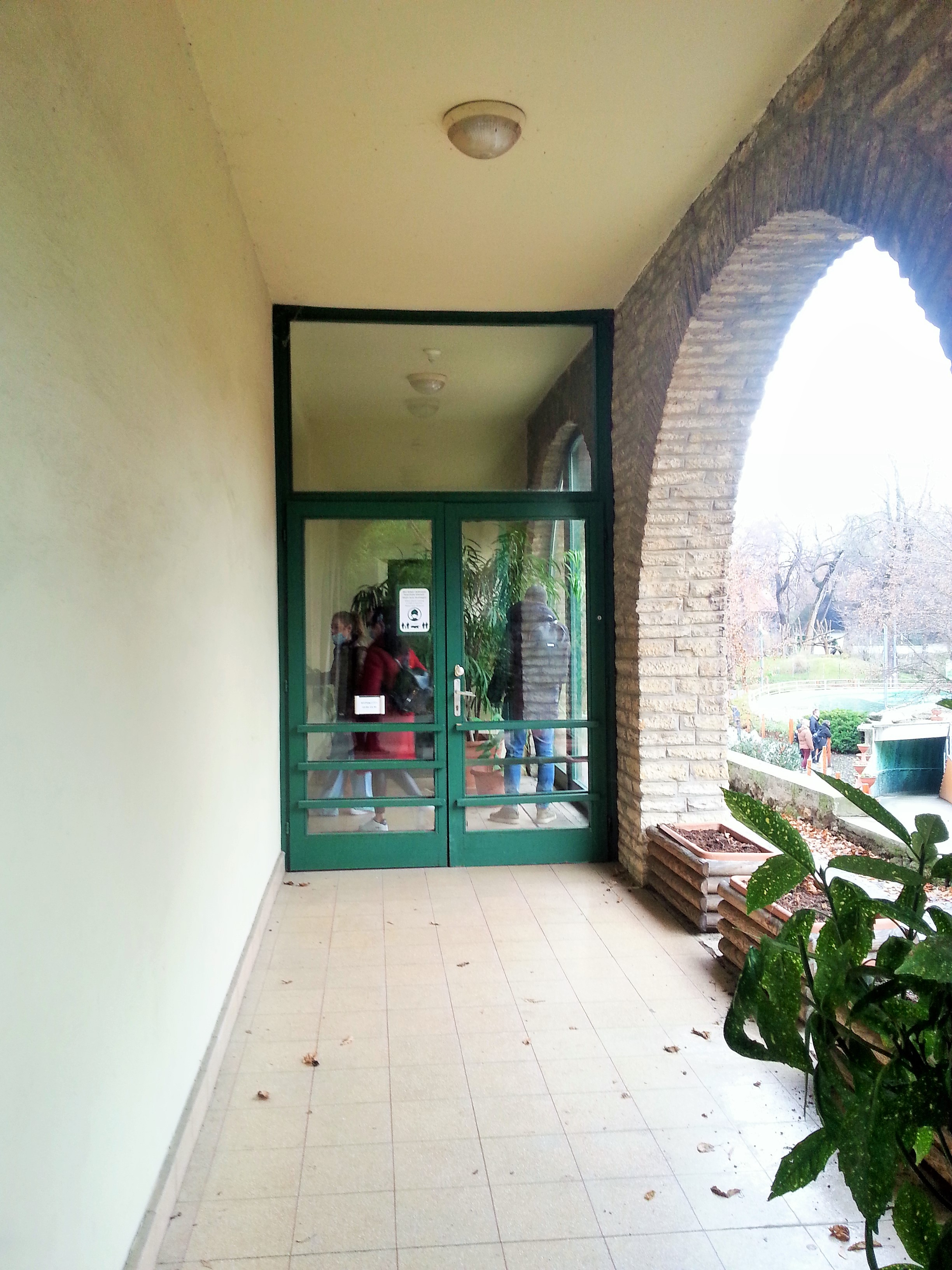
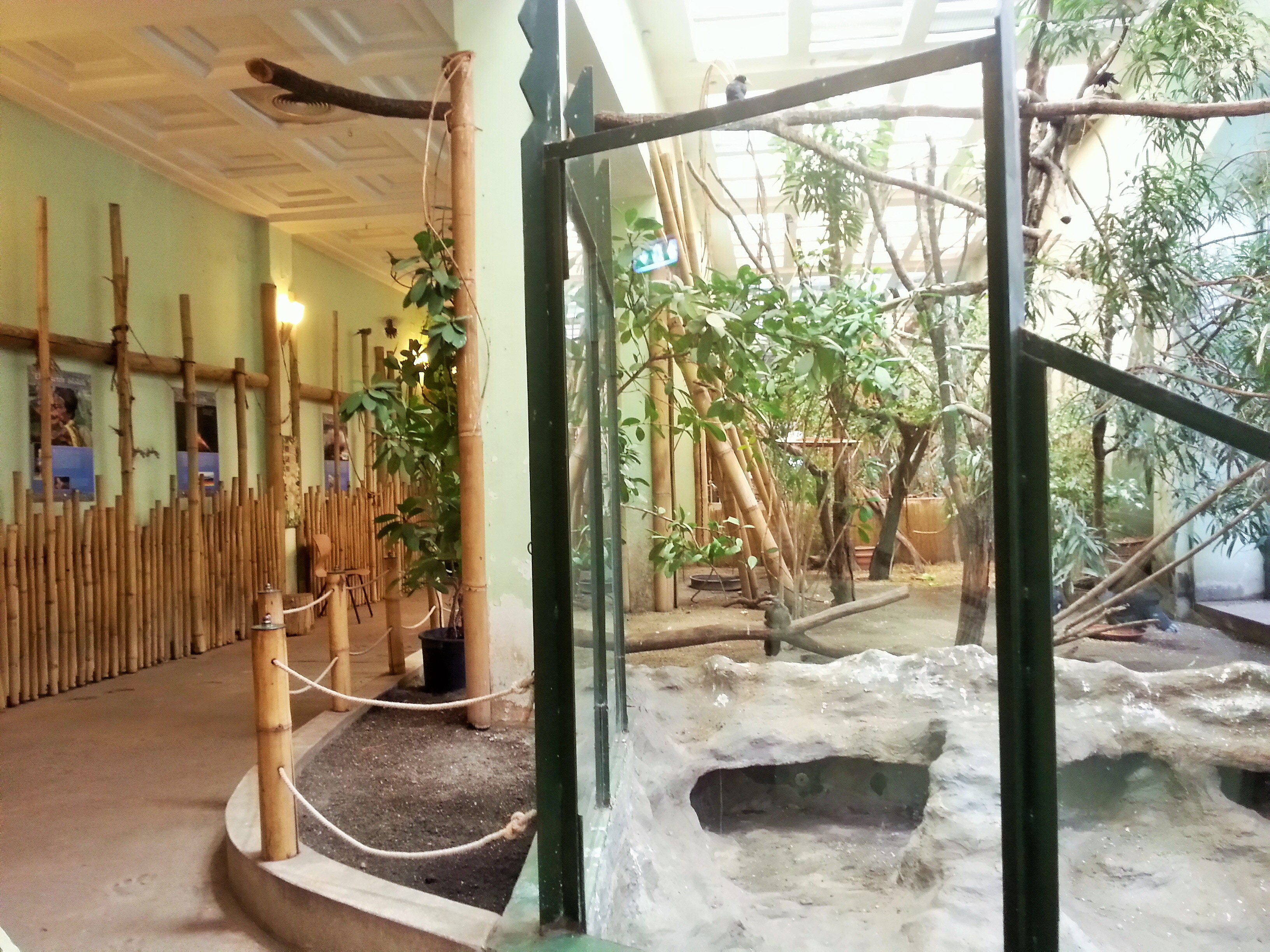
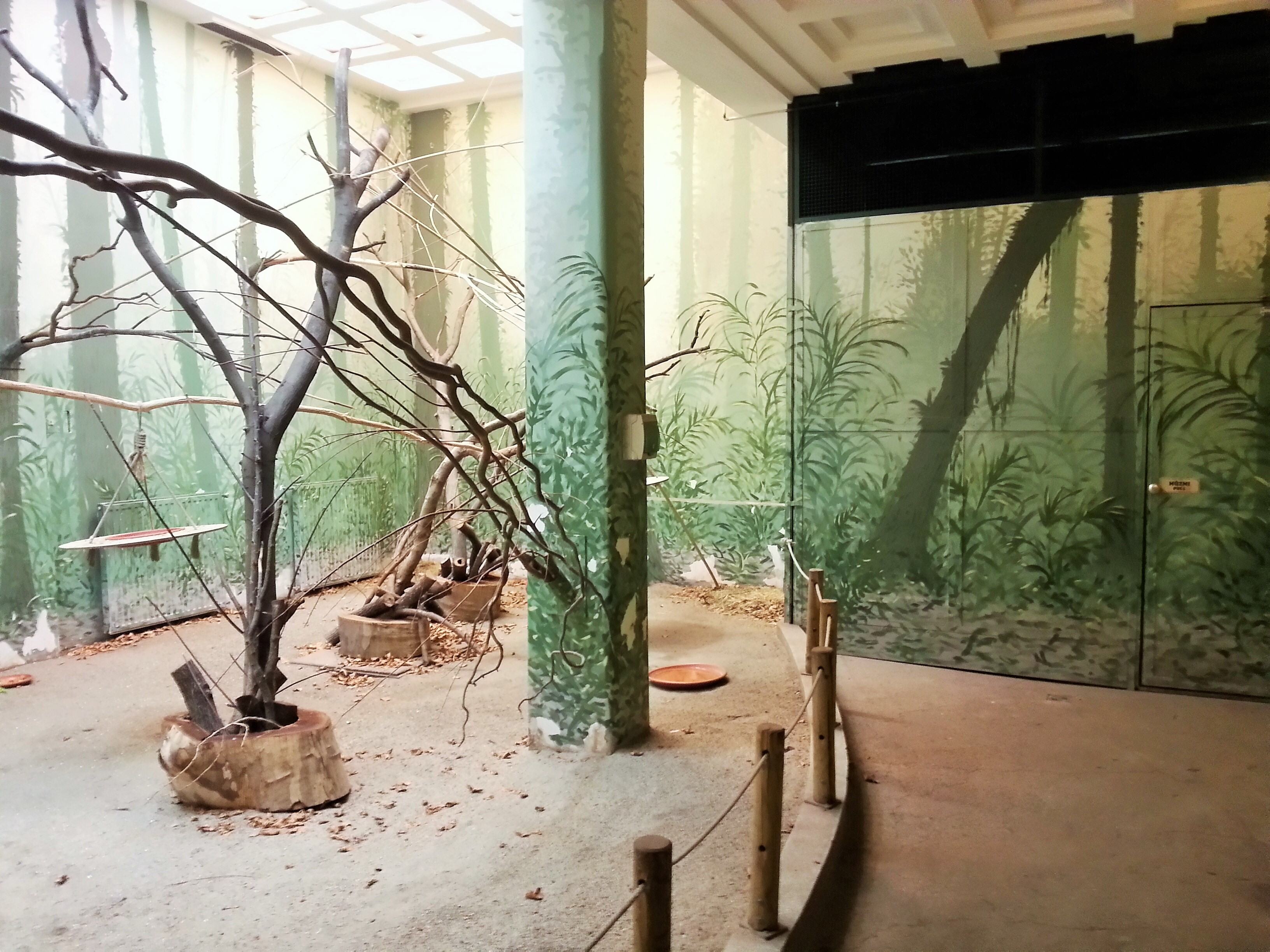
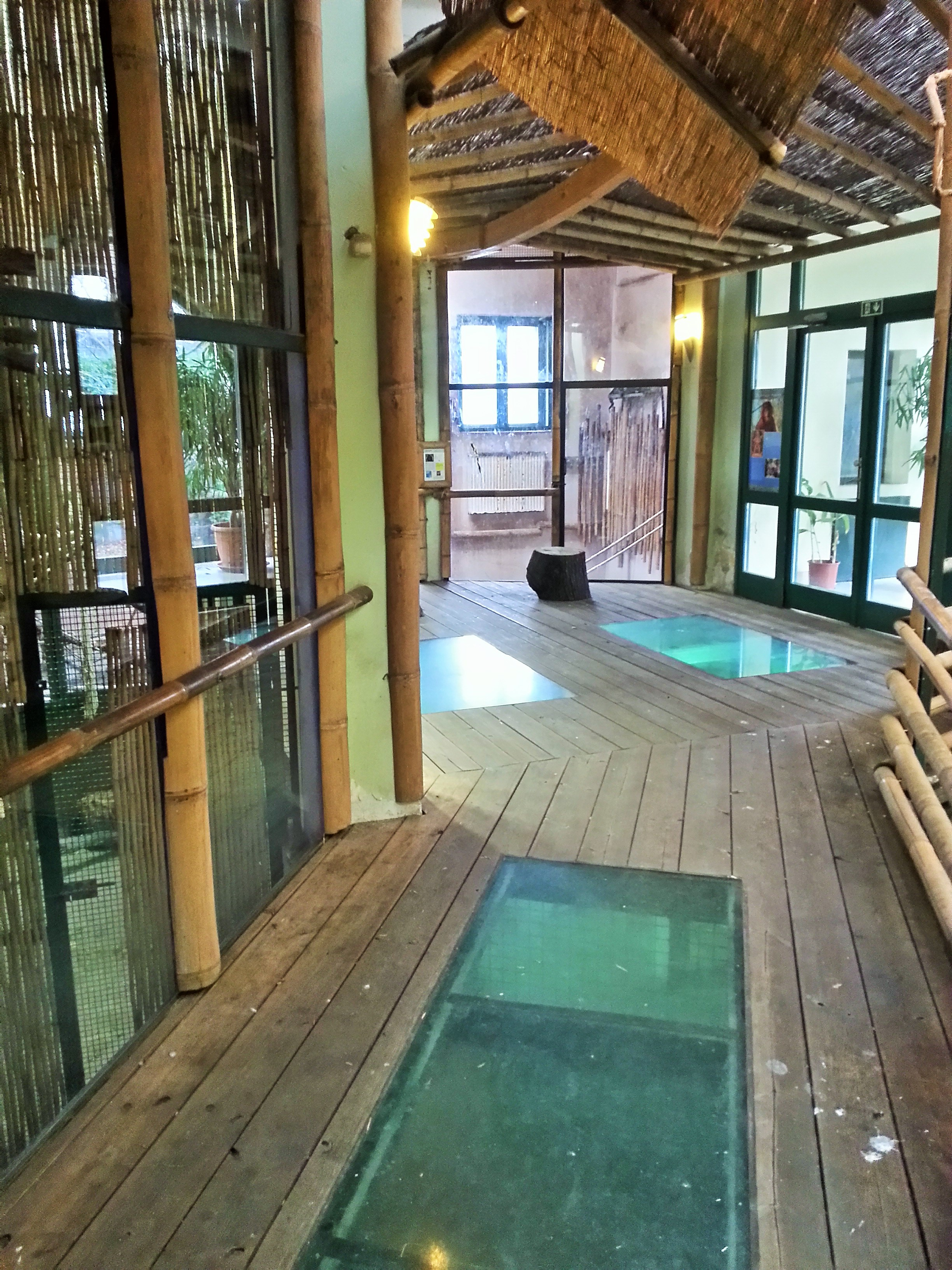
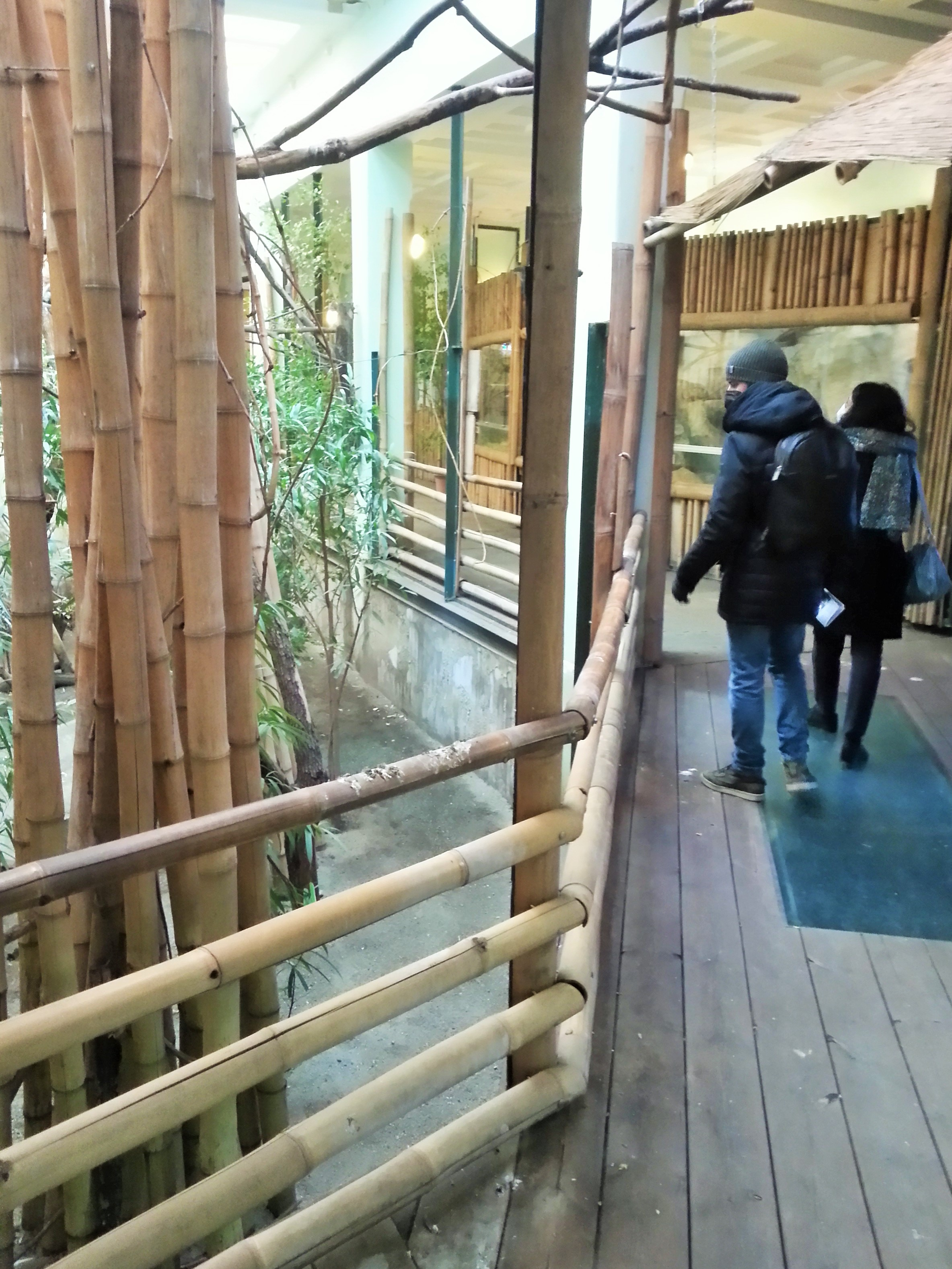

## Külső hivatkozások
- Xantus János ház. zoobudapest.com. (Hozzáférés: 2021. december 13.)
- Megújulás a Bagolyvártól a Pálmaházig. zoobudapest.com. (Hozzáférés: 2021. december 13.)